# Labrobius major
Labrobius major är en mångfotingart som beskrevs av Chamberlin 1941. Labrobius major ingår i släktet Labrobius och familjen stenkrypare. Inga underarter finns listade i Catalogue of Life.